# 3527 McCord
3527 McCord este un asteroid din centura principală, descoperit pe 15 aprilie 1985 de Edward Bowell.